# Grand Prix na Żużlu 2019
Grand Prix IMŚ 2019 (SGP) – dwudziesty piąty sezon walki najlepszych żużlowców świata o medale w formule Grand Prix. W sezonie 2019 o tytuł walczyło 15 stałych uczestników cyklu (w każdym z turniejów GP występuje dodatkowo zawodnik z „dziką kartą”).

## Uczestnicy Grand Prix
Szósty raz w historii cyklu Grand Prix stali uczestnicy mieli prawo wyboru własnych numerów startowych. Zawodnicy z wybranymi numerami w sezonie 2019 występują we wszystkich turniejach (ośmiu z Grand Prix 2018, trzech z eliminacji do GP 2018 oraz czterech nominowanych przez Komisję Grand Prix; ang. SGP Commission). Dodatkowo na każdą rundę Komisja Grand Prix przyznaje „dziką kartę” oraz dwóch zawodników zapasowych (rezerwy toru). Komisja Grand Prix wpisała również pięciu zawodników na listę kwalifikowanej rezerwy (zawodnicy kwalifikowanej rezerwy), który w wyniku np. kontuzji zastąpią stałego uczestnika cyklu w danej rundzie.

### Stali uczestnicy
- (108)  Tai Woffinden – mistrz świata 2018
- (95)  Bartosz Zmarzlik – wicemistrz świata 2018
- (66)  Fredrik Lindgren – II wicemistrz świata 2018
- (71)  Maciej Janowski – 4. miejsce w Grand Prix 2018
- (45)  Greg Hancock – 5. miejsce w Grand Prix 2018
- (222)  Artiom Łaguta – 6. miejsce w Grand Prix 2018
- (69)  Jason Doyle – 7. miejsce w Grand Prix 2018
- (89)  Emil Sajfutdinow – 8. miejsce w Grand Prix 2018
- (692)  Patryk Dudek – stała dzika karta
- (55)  Matej Žagar – stała dzika karta
- (54)  Martin Vaculík – stała dzika karta
- (333)  Janusz Kołodziej – 1. miejsce w GP Challenge 2018
- (88)  Niels Kristian Iversen – 2. miejsce w GP Challenge 2018
- (85)  Antonio Lindbäck – 3. miejsce w GP Challenge 2018
- (30)  Leon Madsen – stała dzika karta
- (16) – dzika karta
- (17) – rezerwa toru
- (18) – rezerwa toru

### Stali rezerwowi
- (505)  Robert Lambert
- (46)  Max Fricke
- (155)  Mikkel Michelsen
- (225)  Václav Milík
- (115)  Bartosz Smektała

## Kalendarz 2019
| Lp. | Data           | Grand Prix        | Stadion                | Miasto     | Zwycięzca        |        |
| --- | -------------- | ----------------- | ---------------------- | ---------- | ---------------- | ------ |
| 1   | 18 maja        | Polski I          | Narodowy               | Warszawa   | Leon Madsen      | Wyniki |
| 2   | 1 czerwca      | Słowenii          | im. Matije Gubca       | Krško      | Bartosz Zmarzlik | Wyniki |
| 3   | 15 czerwca     | Czech             | Markéta                | Praga      | Janusz Kołodziej | Wyniki |
| 4   | 6 lipca        | Szwecji           | HZ Bygg Arena          | Hallstavik | Emil Sajfutdinow | Wyniki |
| 5   | 3 sierpnia     | Polski II         | Olimpijski             | Wrocław    | Bartosz Zmarzlik | Wyniki |
| 6   | 17 sierpnia    | Skandynawii       | G&B Arena              | Målilla    | Fredrik Lindgren | Wyniki |
| 7   | 31 sierpnia    | Niemiec           | Bergring Arena         | Teterow    | Maciej Janowski  | Wyniki |
| 8   | 7 września     | Danii             | Vojens Speedway Center | Vojens     | Bartosz Zmarzlik | Wyniki |
| 9   | 21 września    | Wielkiej Brytanii | Millennium             | Cardiff    | Leon Madsen      | Wyniki |
| 10  | 5 października | Polski III        | Motoarena              | Toruń      | Leon Madsen      | Wyniki |

## Wyniki i klasyfikacje
| Zawodnik zakwalifikowany do przyszłorocznego GP |
| Stali uczestnicy                                |
| Dzika karta, stali rezerwowi, rezerwa toru      |

| Lp.                         | Zawodnik                    | Suma | PL1 | SVN | CZE | SWE | PL2 | SCA | DEU | DNK | GBR | PL3 |
| 1                           | (95) Bartosz Zmarzlik       | 132  | 10  | 18  | 8   | 8   | 17  | 8   | 16  | 18  | 15  | 14  |
| 2                           | (30) Leon Madsen            | 130  | 13  | 13  | 14  | 7   | 14  | 14  | 10  | 7   | 17  | 21  |
| 3                           | (89) Emil Sajfutdinow       | 126  | 6   | 13  | 11  | 17  | 14  | 7   | 10  | 16  | 17  | 15  |
| 4                           | (66) Fredrik Lindgren       | 105  | 15  | 5   | 12  | 10  | 5   | 16  | 9   | 15  | 11  | 7   |
| 5                           | (54) Martin Vaculík         | 95   | 7   | 17  | 4   | 16  | 15  | 9   | 4   | 7   | 9   | 7   |
| 6                           | (71) Maciej Janowski        | 87   | –   | 4   | 7   | 13  | 12  | 15  | 16  | 6   | 7   | 7   |
| 7                           | (69) Jason Doyle            | 84   | 5   | 6   | 12  | 7   | 5   | 7   | 6   | 12  | 13  | 11  |
| 8                           | (692) Patryk Dudek          | 79   | 16  | 12  | 12  | 7   | 8   | 6   | 8   | 3   | 3   | 4   |
| 9                           | (55) Matej Žagar            | 78   | 7   | 6   | 4   | 10  | 3   | 7   | 15  | 13  | 9   | 4   |
| 10                          | (88) Niels Kristian Iversen | 77   | 14  | 7   | 3   | 8   | 2   | 7   | 13  | 7   | 5   | 11  |
| 11                          | (222) Artiom Łaguta         | 76   | 4   | 9   | 9   | 5   | 7   | 16  | 8   | 5   | 6   | 7   |
| 12                          | (85) Antonio Lindbäck       | 63   | 10  | 3   | 4   | 6   | 7   | –   | 8   | 9   | 9   | 7   |
| 13                          | (108) Tai Woffinden         | 60   | 6   | 9   | –   | –   | 6   | 6   | 8   | 11  | 5   | 9   |
| 14                          | (333) Janusz Kołodziej      | 57   | 4   | 7   | 15  | 3   | 15  | 4   | 2   | 0   | 1   | 6   |
| 15                          | (505) Robert Lambert        | 39   | 8   | 7   | 6   | 3   | –   | –   | 4   | 3   | 6   | 2   |
| 16                          | (46) Max Fricke             | 36   | 3   | –   | 13  | 11  | 4   | 5   | –   | –   | –   | –   |
| 17                          | (155,16) Mikkel Michelsen   | 15   | –   | –   | –   | –   | –   | 9   | –   | 6   | –   | –   |
| 18                          | (16) Bartosz Smektała       | 10   | 10  | –   | –   | –   | –   | –   | –   | –   | –   | –   |
| 19                          | (16) Oliver Berntzon        | 7    | –   | –   | –   | 7   | –   | –   | –   | –   | –   | –   |
| 20                          | (16) Adrian Miedziński      | 6    | –   | –   | –   | –   | –   | –   | –   | –   | –   | 6   |
| 21                          | (16) Charles Wright         | 5    | –   | –   | –   | –   | –   | –   | –   | –   | 5   | –   |
| 22                          | (16) Václav Milík           | 4    | –   | –   | 4   | –   | –   | –   | –   | –   | –   | –   |
| 22                          | (16) Maksym Drabik          | 4    | –   | –   | –   | –   | 4   | –   | –   | –   | –   | –   |
| 24                          | (16) Matic Ivačič           | 2    | –   | 2   | –   | –   | –   | –   | –   | –   | –   | –   |
| 24                          | (16) Jacob Thorssell        | 2    | –   | –   | –   | –   | –   | 2   | –   | –   | –   | –   |
| 26                          | (16) Martin Smolinski       | 1    | –   | –   | –   | –   | –   | –   | 1   | –   | –   | –   |
| 27                          | (17) Nick Škorja            | 0    | –   | 0   | –   | –   | –   | –   | –   | –   | –   | –   |
| 27                          | (17) Zdeněk Holub           | 0    | –   | –   | 0   | –   | –   | –   | –   | –   | –   | –   |
| 27                          | (17) Kai Huckenbeck         | 0    | –   | –   | –   | –   | –   | –   | 0   | –   | –   | –   |
| Zawodnicy niesklasyfikowani |                             |      |     |     |     |     |     |     |     |     |     |     |
|                             | (45) Greg Hancock           | —    | –   | –   | –   | –   | –   | –   | –   | –   | –   | –   |
|                             | (17) Dominik Kubera         | —    | ns  | –   | –   | –   | –   | –   | –   | –   | –   | –   |
|                             | (18) Rafał Karczmarz        | —    | ns  | –   | –   | –   | –   | –   | –   | –   | –   | –   |
|                             | (18) Denis Štojs            | —    | –   | ns  | –   | –   | –   | –   | –   | –   | –   | –   |
|                             | (18) Ondřej Smetana         | —    | –   | –   | ns  | –   | –   | –   | –   | –   | –   | –   |
|                             | (17) Pontus Aspgren         | —    | –   | –   | –   | ns  | –   | –   | –   | –   | –   | –   |
|                             | (18,17) Kim Nilsson         | —    | –   | –   | –   | ns  | –   | ns  | –   | –   | –   | –   |
|                             | (17) Przemysław Liszka      | —    | –   | –   | –   | –   | ns  | –   | –   | –   | –   | –   |
|                             | (18) Mateusz Cierniak       | —    | –   | –   | –   | –   | ns  | –   | –   | –   | –   | –   |
|                             | (18) Victor Palovaara       | —    | –   | –   | –   | –   | –   | ns  | –   | –   | –   | –   |
|                             | (18) Max Dilger             | —    | –   | –   | –   | –   | –   | –   | ns  | –   | –   | –   |
|                             | (17) Michael Jepsen Jensen  | —    | –   | –   | –   | –   | –   | –   | –   | ns  | –   | –   |
|                             | (18) Anders Thomsen         | —    | –   | –   | –   | –   | –   | –   | –   | ns  | –   | –   |
|                             | (17) Daniel King            | —    | –   | –   | –   | –   | –   | –   | –   | –   | ns  | –   |
|                             | (18) Chris Harris           | —    | –   | –   | –   | –   | –   | –   | –   | –   | ns  | –   |
|                             | (17) Jakub Miśkowiak        | —    | –   | –   | –   | –   | –   | –   | –   | –   | –   | ns  |
|                             | (18) Karol Żupiński         | —    | –   | –   | –   | –   | –   | –   | –   | –   | –   | ns  |
| Lp.                         | Zawodnik                    | Suma | PL1 | SVN | CZE | SWE | PL2 | SCA | DEU | DNK | GBR | PL3 |